# BálnaVadÁszok
A BálnaVadÁszok a Moby Dick együttes előtt tisztelgő feldolgozásalbum, melyen ismert magyar rock-, punk- és metalzenekarok játszanak Moby Dick-dalokat.

## Az album dalai
| #   | Cím                                                       | Előadó                             | Hossz |
| --- | --------------------------------------------------------- | ---------------------------------- | ----- |
| 1.  | Jusson eszébe (a Se Nap se Hold albumról, 2005)           | Ossian                             | 3:17  |
| 2.  | Fejfa helyett (a Fejfa helyett albumról, 1994)            | Wackor                             | 4:12  |
| 3.  | Zsibbad az agyam (az Indul a boksz albumról, 1996)        | Ganxsta Zolee és a Kartel          | 3:41  |
| 4.  | Nem vagyok idegen (a Memento albumról, 1994)              | Junkies                            | 2:41  |
| 5.  | Körhinta (a Körhinta albumról, 1992)                      | Depresszió                         | 4:40  |
| 6.  | Ugass kutya! (az Ugass kutya! albumról, 1990)             | Cool Head Klan feat. Jaya Hari Das | 4:32  |
| 7.  | Talpak (az Ugass kutya! albumról, 1990)                   | Akela                              | 4:31  |
| 8.  | Prometheus (a Memento albumról, 1994)                     | Wisdom                             | 3:27  |
| 9.  | Gumiszoba (a Körhinta albumról, 1992)                     | Cadaveres                          | 4:08  |
| 10. | Múló álom (a Körhinta albumról, 1992)                     | Watch My Dying                     | 3:29  |
| 11. | Keresztes vitéz (az Ugass kutya! albumról, 1990)          | Zanzibar                           | 2:35  |
| 12. | Nem erre vártam (az Indul a boksz albumról, 1996)         | Aurora                             | 3:03  |
| 13. | Tornyok omlanak (a Golgota albumról, 2003)                | Black-Out                          | 3:53  |
| 14. | Égess meg (a Tisztítótűz albumról, 1997)                  | Wall of Sleep                      | 3:34  |
| 15. | Na, mi van? (az Indul a boksz albumról, 1996)             | Fürgerókalábak                     | 2:58  |
| 16. | Beteg a Föld (a Kegyetlen évek albumról, 1991)            | Echo Of Dalriada                   | 4:10  |
| 17. | Romlott rendszer (a Fejfa helyett albumról, 1994)         | Nadir                              | 4:28  |
| 18. | A III. világháború előtt (az Ugass kutya! albumról, 1990) | Casketgarden                       | 5:13  |
| 19. | Legyél jó (a Körhinta albumról, 1992)                     | Moby Dick feat. Kalapács, Rudán    | 5:08  |

## Közreműködők
| Ossian - Paksi Endre – ének - Rubcsics Richárd – gitár - Wéber Attila – gitár - Erdélyi Krisztián – basszusgitár - Hornyák Péter – dob Wackor - Nagy-Miklós Péter – gitár, vokál - Kükedi Gábor – basszusgitár - Schleier Csaba – dob, vokál Ganxsta Zolee és a Kartel - Ganxsta Zolee – ének - Bándy István – ének - Kalmár László – ének - Sámson Gábor – ének - Gajdacsi Gábor – gitár - Vörös Gábor – basszusgitár - Markó Ádám – dob - Cséry Zoltán – billentyű Junkies - Szekeres András – ének - Barbaró Attila – gitár - Biritz Tibor – basszusgitár - Bonyhádi Bálint – dob Depresszió - Halász Ferenc – ének - Hartmann Ádám – gitár - Kovács Zoltán – basszusgitár - Nagy Dávid – dob Cool Head Clan feat. Jaya Hari Das - Jaya Hari Das – ének - Molics Zsolt – ének - Dallos Tamás – basszusgitár - Németvölgyi Norbert – gitár - Hornyák Balázs – dob Akela - Katona László – ének - Pálvölgyi László – basszusgitár - Szijártó Zsolt – szólógitár - Kovács Attila – gitár - Ratkai Miklós – dob Wisdom - Nachladal István – ének - Kovács Gábor – gitár - Galambos Zsolt – gitár - Molnár Máté – basszusgitár - Kern Péter – dob Cadaveres - Gabó Ádám – ének - Körmöczi Péter – gitár, vokál - Kovács László – gitár - Delcsik Balázs – basszusgitár - Homonnai Gergely – dob - Szabó Máté – ütős hangszerek Watch My Dying - Veres Gábor – ének - Kovács Attila – gitár - Bori Sándor – gitár - Eszenyi Imre – basszusgitár - Bordás Zoltán – dob | Zanzibar - Terecskei Rita – ének - Sidlovics Gábor – gitár - Nagy Gábor – gitár - Steklács Miklós – basszusgitár - Kovács András Donát – dob Aurora - Víg László – gitár, ének - Pozsgay János – basszusgitár, vokál - Goreczky Szabolcs – trombita, gitár, vokál - Kovács Zoltán – dobok Black-Out - Kowalsky – ének - Csányi Szabolcs – gitár - Csányi Zoltán – dob - Temesi Bertalan – basszusgitár Wall of Sleep - Holdampf Gábor – ének - Füleki Sándor – gitár - Kemencei Balázs – gitár - Preidl Barnabás – basszusgitár - Szolcsányi Szabolcs – dob Fürgerókalábak - Budavári András – ének - Acélos Balázs – gitár - Kertész Robin – basszusgitár - Benedeczki Sándor – dob Echo Of Dalriada - Binder Laura – ének, hegedű, furulya - Ficzek András – gitár, ének - Németh Szabó Mátyás – gitár - Varga György – basszusgitár - Nagy Gergely – billentyűk - Rieckmann Tadeusz – dob Nadir - Tauszik Viktor – ének - Köves Hugó – gitár - Czetvitz Norbert – gitár - Turbók Gergely – basszusgitár - Fekete Szabolcs – dob Casketgarden - Cseh István – ének - Musitz Péter – gitár - Tóth Balázs – gitár - Őri Gábor – basszusgitár - Cseh Attila – dob Moby Dick feat. Kalapács, Rudán - Kalapács József – ének - Rudán Joe – ének - Schmiedl Tamás – gitár - Mentes Norbert – szólógitár - Gőbl Gábor – basszusgitár - Hoffer Péter – dob |